# Andrea Riseborough

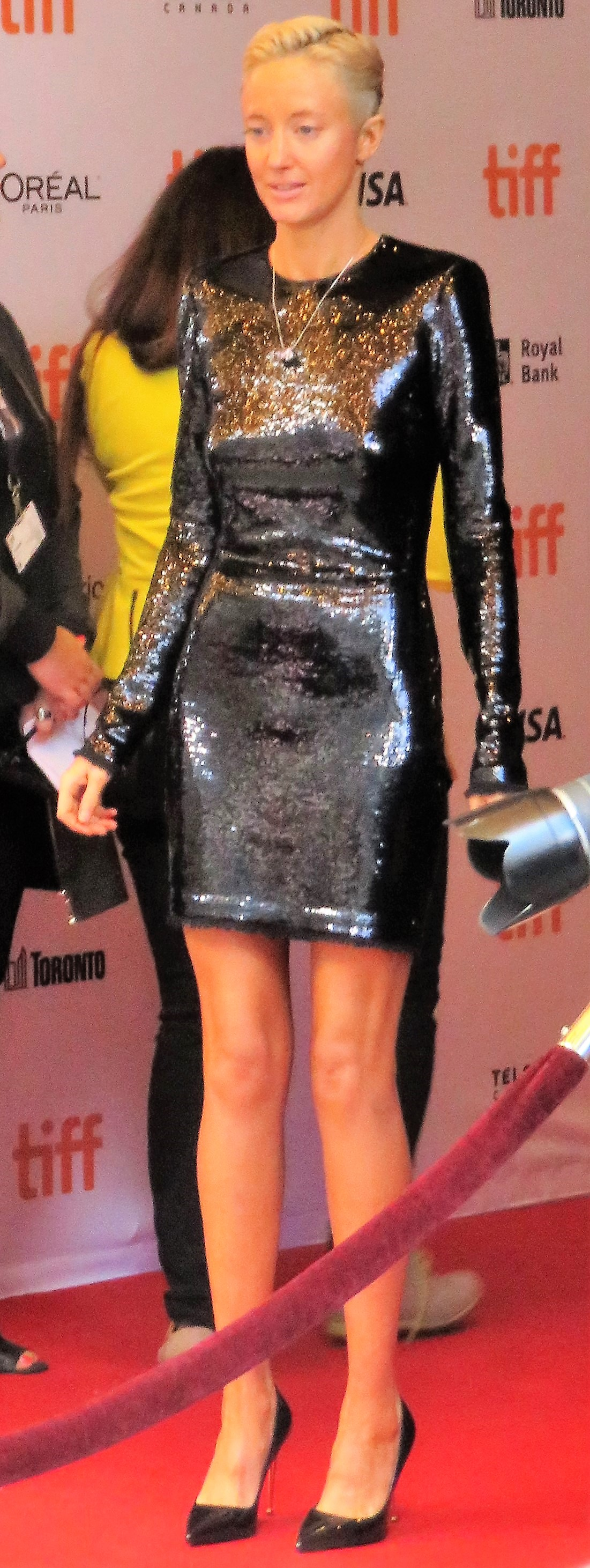
Andrea Riseborough na premierze filmu Śmierć Stalina (2017)

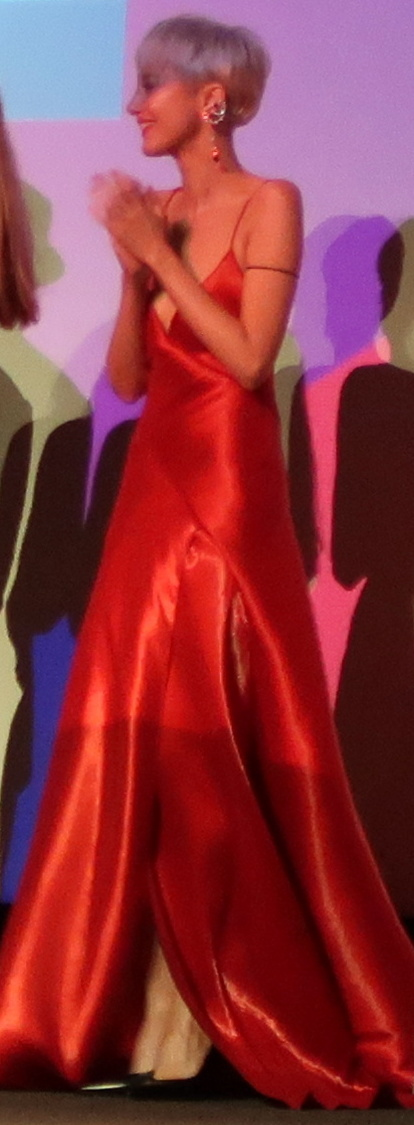
Andrea Riseborough (2017)

Andrea Louise Riseborough (ur. 20 listopada 1981 w Newcastle upon Tyne) – brytyjska aktorka wystąpiła m.in. w filmach Niepamięć, Zwierzęta nocy i Birdman.

## Życiorys
Riseborough urodziła się w Newcastle upon Tyne jako córka sekretarki Isabel i sprzedawcy samochodów George’a Riseborough. Dorastała w Whitley Bay.
W młodości zadebiutowała na deskach People’s Theatre w Newcastle w sztuce „Riding England Sidesaddle” w roli Celii Fiennes. W teatrze tym występowała przez pięć lat. Jest absolwentką Royal Academy of Dramatic Art. Do dziś Andrea występuje w National Youth Theatre.
W filmie na poważnie zadebiutowała w 2010 roku rolami w Made in Dagenham, Nie opuszczaj mnie oraz Brighton Rock, gdzie zagrała u boku Helen Mirren i Johna Hurta.
Przełomem w karierze Andrei okazał się rok 2012. Wystąpiła w filmie Kryptonim: Shadow Dancer, za co została nominowana do wielu prestiżowych nagród. W tym samym roku pojawiła się też w filmie Rozłączeni, gdzie wystąpili także m.in. Jason Bateman i Alexander Skarsgård.
W roku 2013 zagrała jedną z głównych ról w filmie sci-fi Niepamięć, a rok później Laurę w filmie Birdman, który zdobył 4 Oscary, w tym statuetkę za film roku. Riseborough za udział w tej produkcji otrzymała nagrodę Amerykańskiej Gildii Aktorów Filmowych dla najlepszego filmowego zespołu aktorskiego.

## Filmografia
| Rok  | Tytuł                      | Rola                  | Uwagi           |
| ---- | -------------------------- | --------------------- | --------------- |
| 2006 | Venus                      | Waitress              |                 |
| 2007 | Magicians                  | Dani                  |                 |
| 2008 | Happy-Go-Lucky             | Dawn                  |                 |
| 2010 | Made in Dagenham           | Brenda                |                 |
| 2010 | Nie opuszczaj mnie         | Chrissie              |                 |
| 2010 | W Brighton                 | Rose                  |                 |
| 2011 | W cieniu wroga             | Sarah                 |                 |
| 2011 | W.E.                       | Wallis Simpson        |                 |
| 2012 | Kryptonim: Shadow Dancer   | Colette McVeigh       |                 |
| 2013 | Rozłączeni                 | Nina Dunham           |                 |
| 2013 | Czas zapłaty               | Sarah Hawks           |                 |
| 2013 | Niepamięć                  | Victoria Olsen        |                 |
| 2014 | Birdman                    | Laura                 |                 |
| 2014 | The Silent Storm           | Aislin                |                 |
| 2016 | Shepherds and Butchers     | Kathleen Marais       |                 |
| 2016 | Zwierzęta nocy             | Alessia Holt          |                 |
| 2016 | Mindhorn                   | DC Baines             |                 |
| 2017 | Wojna płci                 | Marilyn Barnett       |                 |
| 2017 | Śmierć Stalina             | Swietłana Stalina     |                 |
| 2018 | Brzemię                    | Judy                  |                 |
| 2018 | Nancy                      | Nancy                 |                 |
| 2018 | Mandy                      | Mandy Moore           |                 |
| 2019 | Uprzejmość nieznajomych    | Alice                 |                 |
| 2020 | Luxor                      | Hana                  |                 |
| 2020 | Possessor                  | Tasya Vos             |                 |
| 2020 | The Grudge: Klątwa         | det. Muldoon          |                 |
| 2021 | Szalony świat Louisa Waina | Caroline Wain         |                 |
| 2021 | Byłam tu kiedyś            | Laura                 |                 |
| 2022 | Please Baby Please         | Suze                  |                 |
| 2022 | Dla Leslie                 | Leslie                |                 |
| 2022 | Amsterdam                  | Beatrice Vandenheuvel |                 |
| 2022 | Matylda: Musical           | pani Wormwood         |                 |
| 2022 | To, co pozostało           | Anna Rudebeck         |                 |
|      | Lee                        | Audrey Withers        | w produkcji     |
|      | Geechee                    |                       | w postprodukcji |